# Alunda sparbank
Alunda sparbank var en svensk sparbank med huvudkontor i Alunda.
Reglementet för Alunda sparbank stadfästes den 13 juni 1885. Banken öppnade för allmänheten den 1 juni 1886. Till en början var banken öppen en gång i veckan. Alunda sparbank var den näst sista sparbanken att nygrundas i Uppsala län (den sista var den kortlivade Stavby sparbank).
Under 1974 uppgick Alunda sparbank i Upsala sparbank. Efter detta hade Uppsala län bara två sparbanker, Upsala sparbank och Sparbanken i Enköping. Upsala sparbank skulle i början av 1990-talet uppgå i Sparbanksgruppen för att så småningom bli en del av Sparbanken Sverige, Föreningssparbanken och Swedbank.
I maj 2016 meddelade Swedbank att kontoret i Alunda skulle stängas. Kontorets sista dag var den 30 september 2016.

## Källhänvisningar
1. ↑  Statistisk tidskrift / utgiven av Kungl. Statistiska centralbyrån 1888.
2. ↑  ”Arkiverade kopian”. Upsala. 21 september 1886. Arkiverad från originalet den 2 oktober 2016. https://web.archive.org/web/20161002184433/http://tidningar.kb.se/2534858/1886-09-21/edition/145153/part/1/page/2.jpg. Läst 8 oktober 2016.
3. ↑  Sparbankerna 1974, Statistiska centralbyrån 1975
4. ↑  ”Arkiverade kopian”. Arkiverad från originalet den 9 oktober 2016. https://web.archive.org/web/20161009184248/https://www.swedbank.se/om-swedbank/kontakta-oss/kontor/alunda/index.htm. Läst 8 oktober 2016.
5. ↑  ”Swedbank lägger ner i Alunda”. Upsala Nya Tidning. 23 maj 2016. http://www.unt.se/uppland/osthammar/swedbank-lagger-ner-i-alunda-4242103.aspx.